# Alexa Scimeca
Alexa Scimeca (Addison, 10 juni 1991) is een Amerikaans kunstschaatsster die uitkomt als paarrijdster. Ze kwam tot en met het seizoen 2019/20 uit met (haar later echtgenoot) Chris Knierim. Zij namen in 2018 deel aan de Olympische Winterspelen in Pyeongchang waarbij ze vijftiende werden bij het ijsdansen en wonnen ze brons met het team. Scimeca en Knierim zijn viervoudig Amerikaans kampioen. Nadat Knierim begin 2020 zijn carrière had beëindigd, ging Scimeca vanaf het seizoen 2020/21 verder met haar goede vriend Brandon Frazier.

## Biografie
Scimeca begon in 1998 met kunstschaatsen. Haar eerste partner bij het paarrijden was de Bulgaar Ivan Dimitrov, met wie ze in Connecticut trainde. In de lente van 2012 stelde haar toenmalige kunstschaatscoach Dalilah Sappenfield voor om eens te schaatsen met Chris Knierim. Het klikte en de twee werden een paar, zowel op als buiten het ijs. In hun eerste seizoen werden ze vierde bij de Amerikaanse kampioenschappen. Ze mochten hierdoor meedoen aan de 4CK van 2013, maar moesten zich toch voortijdig terugtrekken door een voetblessure bij Scimeca. Daarentegen konden ze wel deelnemen aan de WK van 2013 door de plaats van de afgehaakte Caydee Denney / John Coughlin in te nemen. Scimeca en Knierim werden er negende. In juli 2013 brak Knierim zijn kuitbeen, waardoor het duo een groot deel van het olympische seizoen miste. Door hun vierde plaats bij de NK waren ze tweede reserve voor de Olympische Winterspelen in Sotsji, maar ze kwamen niet in actie. Bij de 4CK van 2014 wonnen ze brons.
Vanaf 2015 leken Scimeca en Knierim meer geluk te hebben. Ze werden in 2015 Amerikaans kampioen en deden meermaals mee aan de WK en de 4CK (met als beste resultaat de zilveren medaille op de 4CK van 2016). Scimeca werd in april 2016 echter ernstig ziek - ze bleek een zeldzame, levensbedreigende aandoening aan haar maag-darmkanaal te hebben en is hier later dat jaar drie keer aan geopereerd. In de herfst van 2016 hervatte het paar rustig de trainingen. Scimeca herstelde volledig van de ziekte en kon vanaf januari 2017 weer voluit trainen. Het stel werd in 2018 voor de tweede keer Amerikaans kampioen en kwalificeerde zich voor de Olympische Winterspelen in Pyeongchang. Hier werd het duo vijftiende bij de paren en derde met het landenteam.
Scimeca en Knierim huwden op 26 juni 2016. Zij staat sindsdien bekend als Alexa Scimeca Knierim. Door blessures en tegenslagen besloot Knierim in 2020 te stoppen met kunstschaatsen. Zijn vrouw ging op zoek naar een andere schaatspartner. Dit werd uiteindelijk Brandon Frazier, met wie ze al lang was bevriend en wiens schaatspartner Haven Denney ook net was gestopt.

## Persoonlijke records
Alexa Scimeca Knierim / Chris Knierim
| records             | punten | datum      | toernooi |
| ------------------- | ------ | ---------- | -------- |
| Hoogste totaalscore | 207.96 | 20-02-2016 | 4CK      |
| Hoogste korte kür   | 072.17 | 29-03-2017 | WK       |
| Hoogste vrije kür   | 140.35 | 20-02-2016 | 4CK      |

Alexa Scimeca Knierim / Brandon Frazier
| records             | punten | datum      | toernooi          |
| ------------------- | ------ | ---------- | ----------------- |
| Hoogste totaalscore | 199.31 | 17-04-2021 | World Team Trophy |
| Hoogste korte kür   | 065.68 | 16-04-2021 | World Team Trophy |
| Hoogste vrije kür   | 133.63 | 17-04-2021 | World Team Trophy |

## Belangrijke resultaten
2010-2012 met Ivan Dimitrov, 2012-2020 met Chris Knierim, 2020-2023 met Brandon Frazier
| Kampioenschap                                                                   | 10/11  | 11/12 |        | 12/13 | 13/14 | 14/15  | 15/16  | 16/17        | 17/18 | 18/19  | 19/20 |             | 20/21  | 21/22 | 22/23 |
| ------------------------------------------------------------------------------- | ------ | ----- | ------ | ----- | ----- | ------ | ------ | ------------ | ----- | ------ | ----- | ----------- | ------ | ----- | ----- |
| Olympische Spelen                                                               |        |       |        |       |       |        |        | 15e · (team) |       |        |       | 6e · (team) |        |       |       |
| Wereldkampioenschap                                                             |        |       | 9e     |       | 7e    | 9e     | 10e    | 15e          |       |        | 7e    | Goud        | Zilver |       |       |
| Viercontinentenkampioenschap                                                    |        |       | t.z.t. | Brons | 5e    | Zilver | 6e     |              |       | t.z.t. | *     |             |        |       |       |
| Grand Prix-finale                                                               |        |       |        |       |       | 7e     |        |              |       |        |       |             | Zilver |       |       |
| Nationaal kampioenschap                                                         | t.z.t. | 10e   | Zilver | 4e    | Goud  | Zilver | t.z.t. | Goud         | 7e    | Goud   | Goud  | t.z.t.      | Goud   |       |       |
| t.z.t. = trokken zich terug / * Afgelast naar aanleiding van de coronapandemie. |        |       |        |       |       |        |        |              |       |        |       |             |        |       |       |

2014: Pljoesjtsjenko, Lipnitskaja, Volosozjar/Trankov, Stolbova/Klimov, Bobrova/Solovjov, Ilinych/Katsalapov ·
2018: Chan, Osmond, Daleman, Duhamel/Radford, Virtue/Moir ·
2022: Chen, Zhou, Chen, Knierim/Frazier, Hubbell/Donohue, Chock/Bates